# Geoff Hurst
Geoff Hurst, właśc. sir Geoffrey Charles Hurst (ur. 8 grudnia 1941 w Ashton-under-Lyne) – angielski piłkarz, mistrz świata 1966.

## Życiorys
W swojej karierze grał w klubach: West Ham United (do 1972), Stoke City (do 1975), West Bromwich Albion (w 1975) oraz Seattle Sounders (1976), a także irlandzkim Cork Celtic i lidze Kuwejtu oraz w klubie krykietowym z najwyższej ligi. W reprezentacji rozegrał 49 meczów, zdobył 24 bramki. Trzykrotnie wybierany na piłkarza roku w Anglii. Z West Ham United wygrał Puchar Anglii w 1964 i Puchar Zdobywców Pucharów w następnym sezonie. Jako trener Chelsea (1982 – 1984) spadł z nią do trzeciej ligi. Prowadził też amatorski Telford United.
Podczas mundialu 1966 w Anglii został pierwszym piłkarzem w historii mistrzostw świata, który w meczu finałowym strzelił hat-tricka (jako drugi dokonał tego Kylian Mbappé w finale mistrzostw świata w 2022 roku). Pierwszą bramkę zdobył jeszcze w pierwszej połowie meczu Anglia – Niemcy. Druga, w dogrywce, stała się najsłynniejszą. Hurst trafił piłką w poprzeczkę, od której odbiła się i spadła na murawę przed lub za linią bramkową (kontrowersje trwają do dziś), a jeden z Niemców wybił ją poza linię końcową. Sędzia główny Gottfried Dienst nie widział, czy piłka przekroczyła linię bramkową i zwrócił się do radzieckiego sędziego liniowego Tofika Bachramowa. Po konsultacji z nim uznał bramkę, pomimo sprzeciwów Niemców. W końcówce Hurst strzelił jeszcze jedną bramkę i Anglia wygrała 4:2.
W 1979 otrzymał Order Imperium Brytyjskiego V klasy (MBE).
Martin Peters, Geoff Hurst i Bobby Moore (WHU) oraz Ray Wilson (Everton F.C.) są przedstawieni na pomniku mistrzów świata 1966 – wzorowanym na fotografii wykonanej po finale, który stoi przed stadionem West Ham United w Londynie.